# Sol Invictus (zespół muzyczny)
Sol Invictus (łac. słońce niezwyciężone) – brytyjski zespół grający muzykę neofolkową, neoklasyczną, nawiązującą do neopogaństwa, którego liderem jest Tony Wakeford. Zespół został założony w 1987 roku. Nazwa zespołu pochodzi od rzymskiego bóstwa Sol Invictus.

## Skład zespołu

### Obecni członkowie
- Tony Wakeford
- Renee Rosen
- Andrew King
- Caroline Jago
- Lesley Malone

### Postacie związane z zespołem
- Ian Read
- Matt Howden
- Karl Blake
- Sally Doherty
- Nick Hall

## Dyskografia

### Płyty studyjne
- Lex Talionis (1990)
- Trees in Winter (1990)
- The Killing Tide (1991)
- King & Queen (1992)
- The Death of the West (1994)
- In the Rain (1995)
- The Blade (1997)
- In a Garden Green (1999)
- The Hill of Crosses (2000)
- Thrones (2002)
- The Devil’s Steed (2005)

### Albumy koncertowe
- In the Jaws of the Serpent (1989, minialbum)
- Let Us Prey (1992)
- Black Europe (1994)
- In Europa (1998)
- Trieste (2000)
- Brugge (2001)

### Kompilacje
- Sol Veritas Lux (1990)
- All Things Strange and Rare (1999)
- The Giddy Whirls of Centuries (2003)
- The Angel (2004)

### Inne
- Against the Modern World (1987, minialbum)
- See the Dove Fall (1991, singel)
- Looking for Europe (1992, singel)
- Eve (2000, singel)
- Writ in Water (2004, split z HaWthorn, Sieben)